# Mart Niklus
Mart-Olav Niklus (ur. 22 września 1934 w Tartu) – estoński ornitolog i polityk. W okresie ZSRR prowadził działalność dysydencką, jako więzień polityczny spędził w obozach i więzieniach 16 lat.

## Życiorys
Mart-Olav Niklus urodził się 22 września 1934 roku w Tartu. Ojciec był szkolnym nauczycielem, Mart miał młodsze rodzeństwo.
Mart Niklus średnie wykształcenie zdobył w Tartu I Keskkool (pierwszej szkole średniej w Tartu), gdzie zainteresował się ornitologią. W latach 1952–1957 studiował biologię na Uniwersytecie w Tartu. Swój pierwszy naukowy artykuł napisał w 1953 roku, poświęcił go ptactwu rozlewiska Ropka i jeziora Aardla. W dalszej pracy naukowej zajmował się migracjami ptaków, awifauną okolic Haapsalu oraz wysp Hobulaid i Sarema, w szczególności zaś rybitwą wielkodziobą. Oprócz własnych publikacji zajmował się także tłumaczeniem.
W czasie studiów Niklus rozpoczął działalność dysydencką. Rozpowszechniał informacje o tajnej klauzuli paktu Ribentrop-Mołotow oraz o nielegalności włączenia Estonii do ZSRR. Agitacje prowadził na organizowanych przez siebie studenckich spotkaniach, przesłał również list do Głosu Ameryki. Przesyłał za granicę wykonane przez siebie i Vella Pällina zdjęcia radzieckich stacji zagłuszających.
Aresztowany po raz pierwszy 21 sierpnia 1958 roku, skazany za działanie w interesie międzynarodowej burżuazji (art. 58, p.10 kk RFSRR) 15 stycznia 1959 roku, otrzymał wyrok 10 lat pozbawienia wolności i 3 lat zesłania. Karę odbywał w obozach w Mordowii oraz więzieniu władimirskim. Zwolniony 30 lipca 1966 roku po uprzednim skróceniu kary przez Sąd Najwyższy Estońskiej SRR. Nie mógł wrócić do pracy naukowej, o czym zadecydował już w 1959 roku jego przełożony, profesor Eerik Kumari – decyzja ta według Szergalina miała na celu ochronę środowiska estońskich ornitologów przed zainteresowaniem władz. Jest jedynym autorem, którego nazwisko usunięto z estońskiej ornitologicznej bibliografii Eesti ornitoloogilise kirjanduse 1656–1975. 
W trakcie odbywania kary uczył się języków obcych. Na język estoński przetłumaczył Powszechną deklarację praw człowieka oraz trzy dzieła Charlesa Darwina.
Po odzyskaniu wolności podejmował się różnych zawodów – był kierowcą, dyspozytorem, organistą i nauczycielem języków obcych. Kontynuował działalność opozycyjną, utrzymywał kontakty między innymi z rosyjskimi dysydentkami Natalją Gorbaniewską, Tatjaną Wielikanową i Malwą Łandą. Publicznie występował w obronie innych dysydentów, podpisał też między innymi Apel Bałtycki, protest przeciwko interwencji w Afganistanie i pismo w obronie Andrieja Sacharowa.
Aresztowany kolejno w październiku 1976, w marcu 1980 i 29 kwietnia 1980 roku. Skazany na 10 lat pozbawienia wolności i 5 lat zesłania (art. 68, ust. 2 kk  ESRR), nie przyznał się do winy i nie brał udziału w procesie. Osadzony w obozie permskim, w latach 1983–1985 przeniesiony do więzienia czystopolskiego. Prowadził głodówki i inne akcje protestacyjne.
Niklus opuścił więzienie przed terminem, 8 lipca 1988 roku, w wyniku trwającej w Estonii od czerwca masowej akcji protestacyjnej domagającej się uwolnienia więźniów politycznych. Zrehabilitowano go w 1990 roku. 
Działał na rzecz odzyskania niepodległości przez Estonię. W latach 1990–1992 zasiadał w Kongresie i Komitecie Estonii, a także w Zgromadzeniu Państwowym w latach 1992–1995.
Jest członkiem wielu estońskich i międzynarodowych organizacji o profilach politycznych i przyrodniczych. 

## Odznaczenia
- Order Herbu Państwowego II klasy za wkład w wyzwolenie Estonii (1996)[10][11] .
- Order Wielkiego Księcia Giedymina III klasy (Litwa 1999)[10]
- Order „Za odwagę” I klasy (Ukraina, 2006)[12]

## Twórczość
Prace naukowe
- Ropka luha ja Aardla jarve linnustikust, w: Loodusuurijate Seltsi juubelikoguteos, Tallinn 1953, s. 375–381.
- Осенняя миграция птиц (август 1954 г.) на морском острове Хобулайд, „Loodusuurijate Seltsi aastaraamat” t. 49 (1956), s. 53–64.
- Andmeied Happsalu umbruse merelinnustikust, „Loodusuurijate Seltsi aastaraamat” t. 50 (1957), s. 271–278.
- Гнездование и перелёты крачки-чегравы в Эстонской ССР, w: 3-я Прибалт. орнитол. конф.: тез. докл., Wilno 1957, s. 60–61.
- Haapsalu umbruse linnustiku koostisest ja elupaigalisest levikust, „Ornitoloogiline kogumik” t. 1 (1958), s. 119–138.
- Lindude sugisranne Hobulailul (Haapsalu rajoon), „Abiks loodusevaatlejale” t. 36 (1958), s. 28-29.
- Гнездование и перелёт крачки-чегравы в Эстонской ССР, w: Тр. 3-й Прибалт. орнитол. конф., Wilno 1959, s. 205–208.
- Naaskelnokk Saaremaal, „Eesti Loodus” t. 6 (1973), s. 354.

Tematyka polityczna
- Mind ei tapetud õigel ajal. Artikleid, kõnesid, avalikke kirju ja intervjuusid aastaist 1992-2003, Tartu 2004.
- Ma ei vaiki ikka veel. Valimik artikleid, kõnesid, tõlkeid ja dokumente lähiminevikust, Tartu 2010.